# Circo Knie

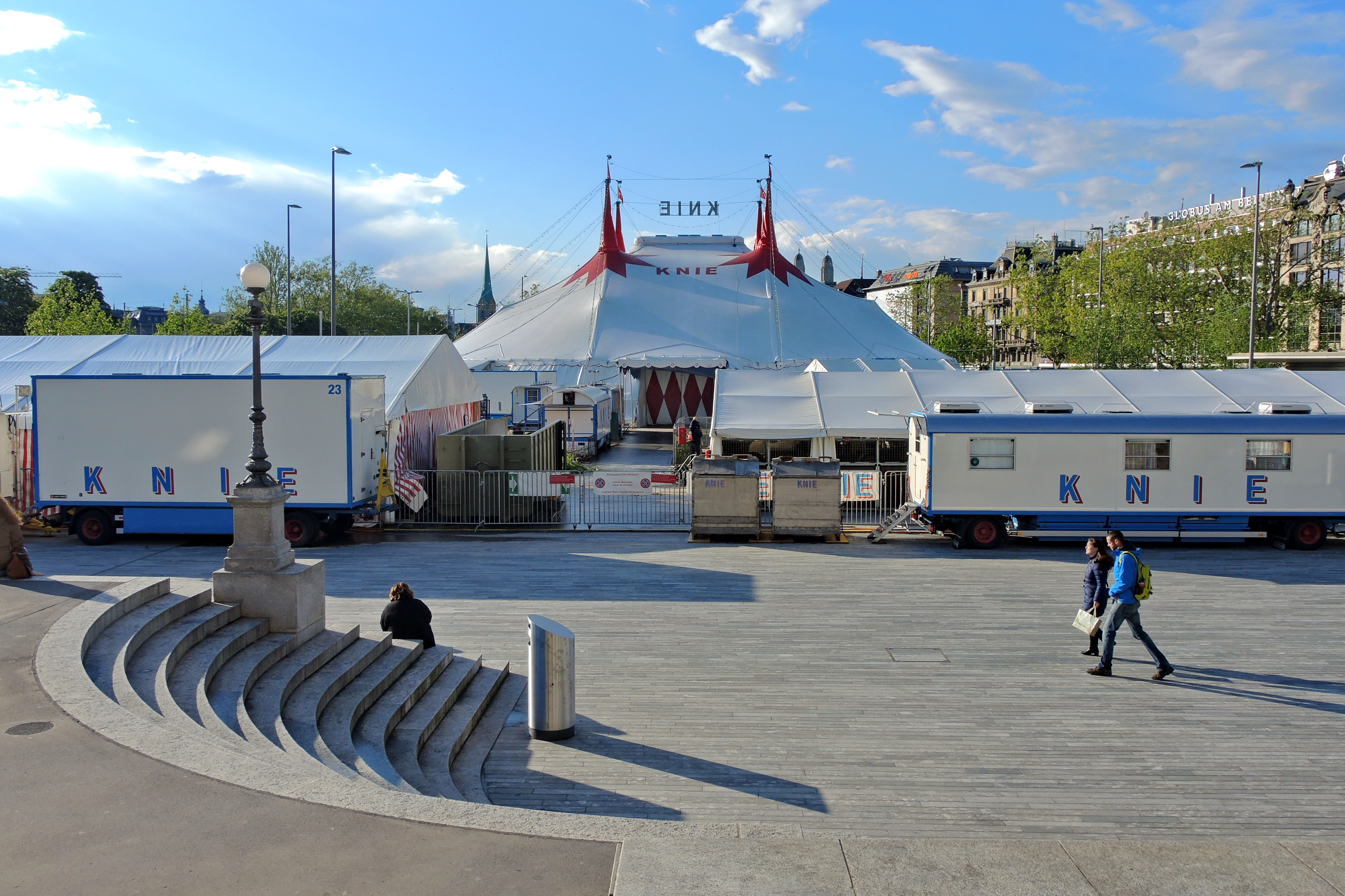
Il Circo Knie a Zurigo nel maggio 2014

Il Circo Knie è il più grande circo della Svizzera e ha sede a Rapperswil.
Il circo è stato fondato nel 1803 dalla famiglia Knie ed esiste nella sua forma attuale dal 1919, quando gli spettacoli non si sono più svolti in un'arena all'aperto ma in una tenda coperta. Il circo è stato a lungo famoso per i suoi animali e ora gestisce uno zoo. Nel 1999 Franco Knie è stato nominato Miglior Domatore di animali al Festival Internazionale del circo di Monte Carlo.
La principessa Stéphanie di Monaco ha viaggiato con il circo per alcuni mesi nel 2001 e nel 2002 durante la relazione con Franco Knie.
Oggi il circo è un'impresa con circa 200 dipendenti, gestita da Frédy e Franco Knie in collaborazione con la compagnia di assicurazioni Swiss Life.